# Gljúfrasteinn
Gljúfrasteinn − nazwa wcześniejszego domu mieszkalnego, a obecnie muzeum w Mosfellsdalur na Islandii.
W Gljúfrasteinn mieszkał w latach 1945–1998 islandzki pisarz i poeta, uhonorowany w 1955 Nagrodą Nobla w dziedzinie literatury Halldór Kiljan Laxness. W domu tym znajduje się obecnie państwowe muzeum jemu poświęcone.